# Iglesia de San Pedro (Fígols de Tremp)

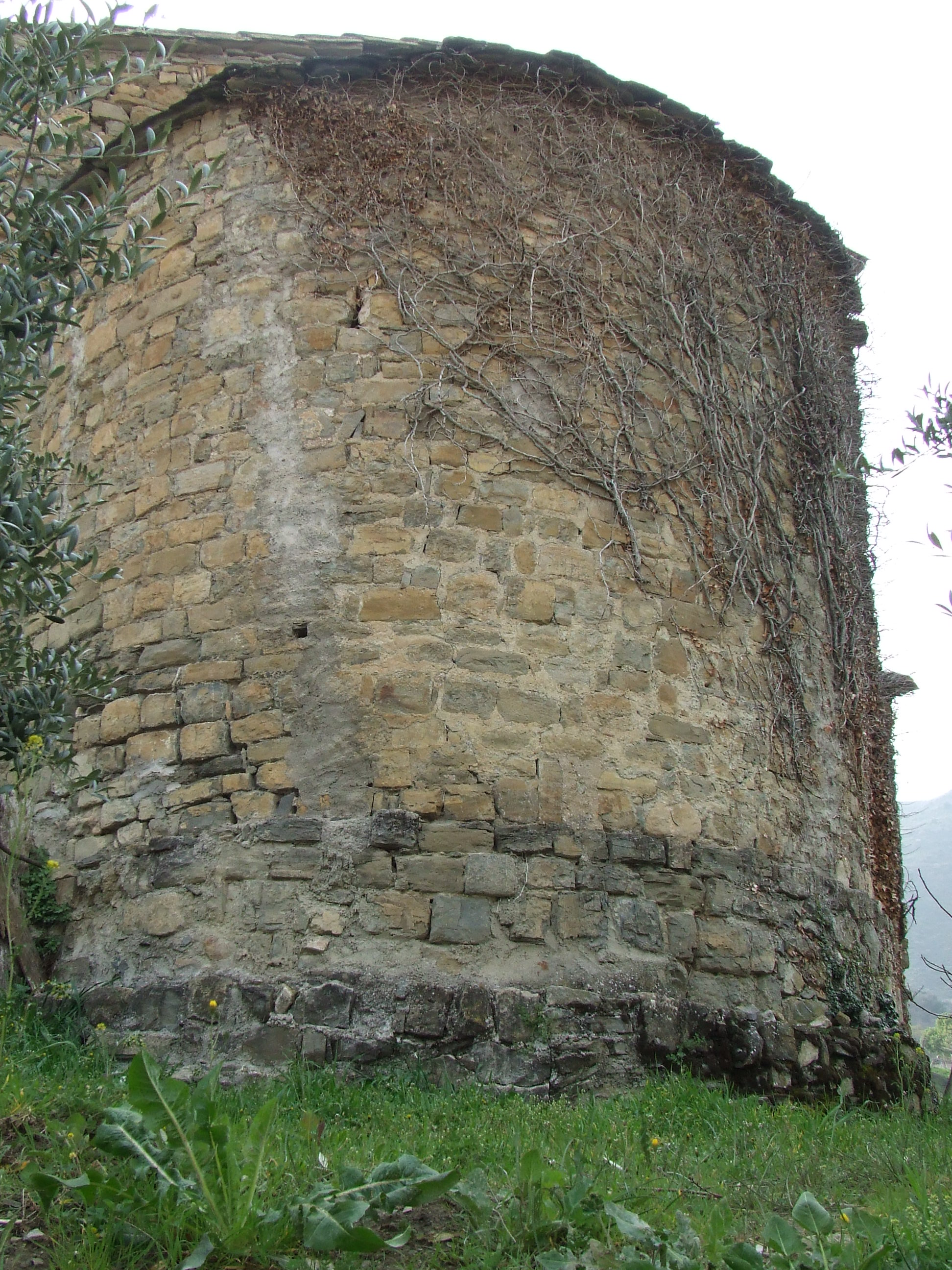
ábside exterior.

San Pedro de Fígols de Tremp  es la iglesia parroquial románica del pueblo de Fígols de Tremp, de la comarca del Pallars Jussá, provincia de Lérida.
Se trata de una iglesia de nave única, con ábside de semicircular orientado a levante. Se tienen noticias suyas desde el año 999. Es de obra rústica y primitiva.